# Ctenophorus pictus
Espèce
Synonymes
- Amphibolurus pictus Peters, 1866

Ctenophorus pictus est une espèce de sauriens de la famille des Agamidae.

## Répartition
Cette espèce est endémique d'Australie. Elle se rencontre en Australie-Occidentale, en Australie-Méridionale, au Territoire du Nord, au Queensland, en Nouvelle-Galles du Sud  et au Victoria.

## Publication originale
- Peters, 1866 : Mittheilung über neue Amphibien (Amphibolurus, Lygosoma, Cyclodus, Masticophis, Crotaphopeltis) und Fische (Diagramma, Hapalogenys) des Kgl. Zoologischen Museums. Monatsberichte der Königlich Preussischen Akademie der Wissenschaften zu Berlin, vol. 1866, p. 86-96 (texte intégral).